# Данило Бојић
Данило Бојић (Београд, 1979) је српски сликар.

## Биографија
Рођен је 1979. године у Београду. Дипломирао је зидно сликарство на Факултету примењених уметности Универзитета уметности у Београду 2004. у класи професора Слободана Ђуричковића. Боравио је у Москви 2004—2005. на усавршавању, на Институту Василиј Суриков. Члан је Удружења ликовних уметника Србије од 2011. и Удружења ликовних уметника примењених уметности и дизајнера Србије од 2012. године. Самостално је излагао у Центру лепих уметности „Гуарнериус” у Београду и Уметничкој галерији „Стара Капетанија” 2007, галерији Дипломатског клуба у Београду 2008, галерији позоришта лутака „Пинокио” на пратећој изложби међународног фестивала монодраме 2009. и галерији у Санкт Петербургу са изложбом „Нова пластика” 2011. године. Учествовао је на групној изложби у изложбеном простору Московског одељења Савеза уметника Русије 2005, Пролећном салону 2006, 2010. и 2011. и Земунском салону 2007. и 2009. у уметничкој галерији „Стара Капетанија”, изложби младих у Нишу 2008, изложби „12 соба” у кући краља Петра I Карађорђевића и галерији УЛУС-а 2011. године.